# Měnící se svět

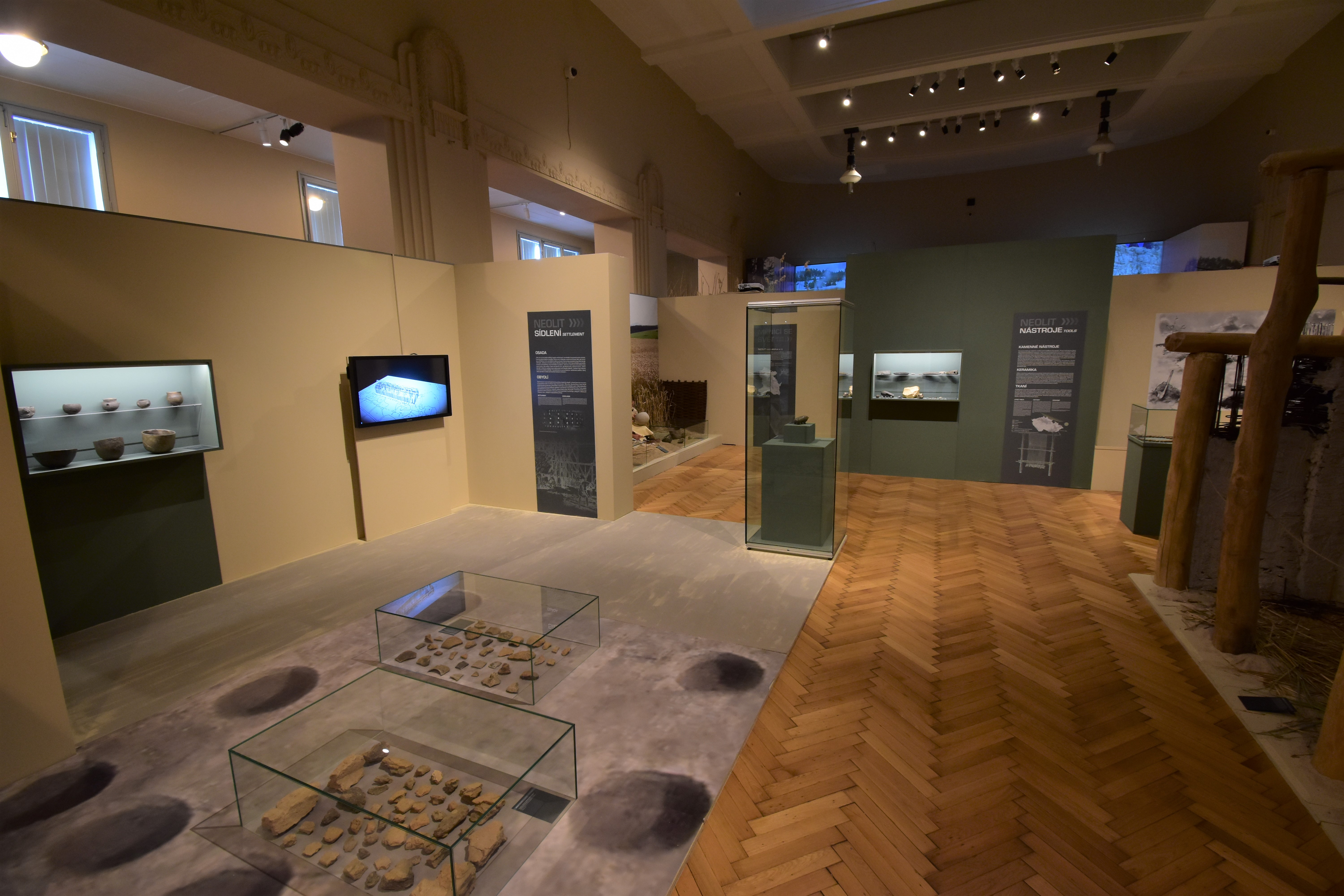
Pohled na část výstavy

Měnící se svět: poslední lovci a první zemědělci (nejen) ve východních Čechách je název archeologické výstavy v Muzeu východních Čech v Hradci Králové, konané v období od 17. června 2022 do 12. listopadu 2023.
Autorem a kurátorem výstavy byl archeolog Petr Čechák.
Výstava představovala vývojový progres moderního člověka. Začínala dobou lovců mamutů. Následně zachycovala část doby kamenné, zejména mezolit a neolit včetně neolitické revoluce, tedy éru, kdy lze sledovat rozsáhlé změny celého světa, včetně českého území, na což se snažil upozornit i název výstavy. Tyto změny se přitom týkaly nejen člověka a kultury, ale také klimatu, krajiny a prostředí obecně. Výstava zachycovala situaci, jak k původnímu obyvatelstvu lovců a sběračů přibývá z východu obyvatelstvo nové, které je již zvyklé na zemědělskou výrobu a jiný způsob života, k čemuž mu také vyhovují jiné lokality osídlení.
Výstava byla rozdělena do pomyslných čtyř na sebe vývojově navazujících částí:
1. vývoj moderního člověka od gravettienu (30 tis. př. n. l.) až po konec paleolitu (10 tis. př. n. l.)
2. mezolit
3. neolit na Předním východě
4. neolit ve východních Čechách

Ve vitrínách byly umístěné archeologické nálezy dokládající kultury představovaného období. V první části byla vystavena mamutí stolička, na stěnách atmosféru dokreslovaly repliky jeskynních maleb zvířat ze známých francouzských a španělských lokalit.
Jelikož v dalších částech výstava představovala dobu kamennou, většina předmětů byla právě z kamene, což ovšem také souviselo s vyšší životností tohoto materiálu oproti dřevu či kostem. Závěrečné období bylo představováno i prostřednictvím dochované keramiky (lineární, vypíchaná). 
Východní Čechy představují klíčový český region s nálezy z období neolitu, takže drtivá většina vystavených předmětů pochází přímo se sbírek Muzea východních Čech v Hradci Králové. Největší zajímavostí bylo tzv. sovětické prasátko, keramická soška zvířete z doby kolem 4500 let př. n. l. Jedná se o jedinou takto kompletně dochovanou sošku zvířete na území Čech. Unikátem je rovněž masivní sekeromlat či náhrdelník z keramických korálů nalezený v hrobu objeveného v místní části Hradce Králové – Plotištích nad Labem.
V rámci výstavy byly promítány 3D animace obydlí typických pro období mezolitu v Evropě. Představeny byly i tzv. rondely, kruhové areály s palisádou, příkopem a valem, o průměru kolem 100 metrů. Výstava ukazovala, že v Královéhradeckém kraji je doložena největší koncentrace těchto staveb na menším prostoru v Evropě. Jejich rozmístění kopíruje tok Labe a částečně také Cidliny. V závěrečné části expozice si návštěvníci rovněž mohli prohlédnout rekonstrukci průčelí tzv. dlouhého domu z doby neolitu. Na informačních panelech jsou představena témata jako kultura, kult, pohřbívání apod. Nechybí ani mapky. Na nich je mj. zachyceno, že sídelní oblasti lovců a nově příchozích zemědělců byly v neolitu jiné, prakticky se nepotkávaly a obě skupiny koexistovaly vedle sebe, nekonkurovaly si, ale vzájemně spolu interagovali.
Pro dokreslení atmosféry a prostředí té doby výstava obsahovala také dermoplastické preparáty tehdy žijících zvířat (daňků, prasete divokého či muflona) a také video stáda praturů. Ilustrovala tak dobu počátku usedlého způsobu života se začátky zemědělství a domestikace, mj. právě prasat, turů a ovcí. Výstava mj. vysvětlovala a graficky znázorňovala, že při domestikaci docházelo ke zmenšování velikosti zvířat.
K výstavě vznikla jedna mapa s příběhem, druhá vznikne po skončení výstavy.

## Galerie

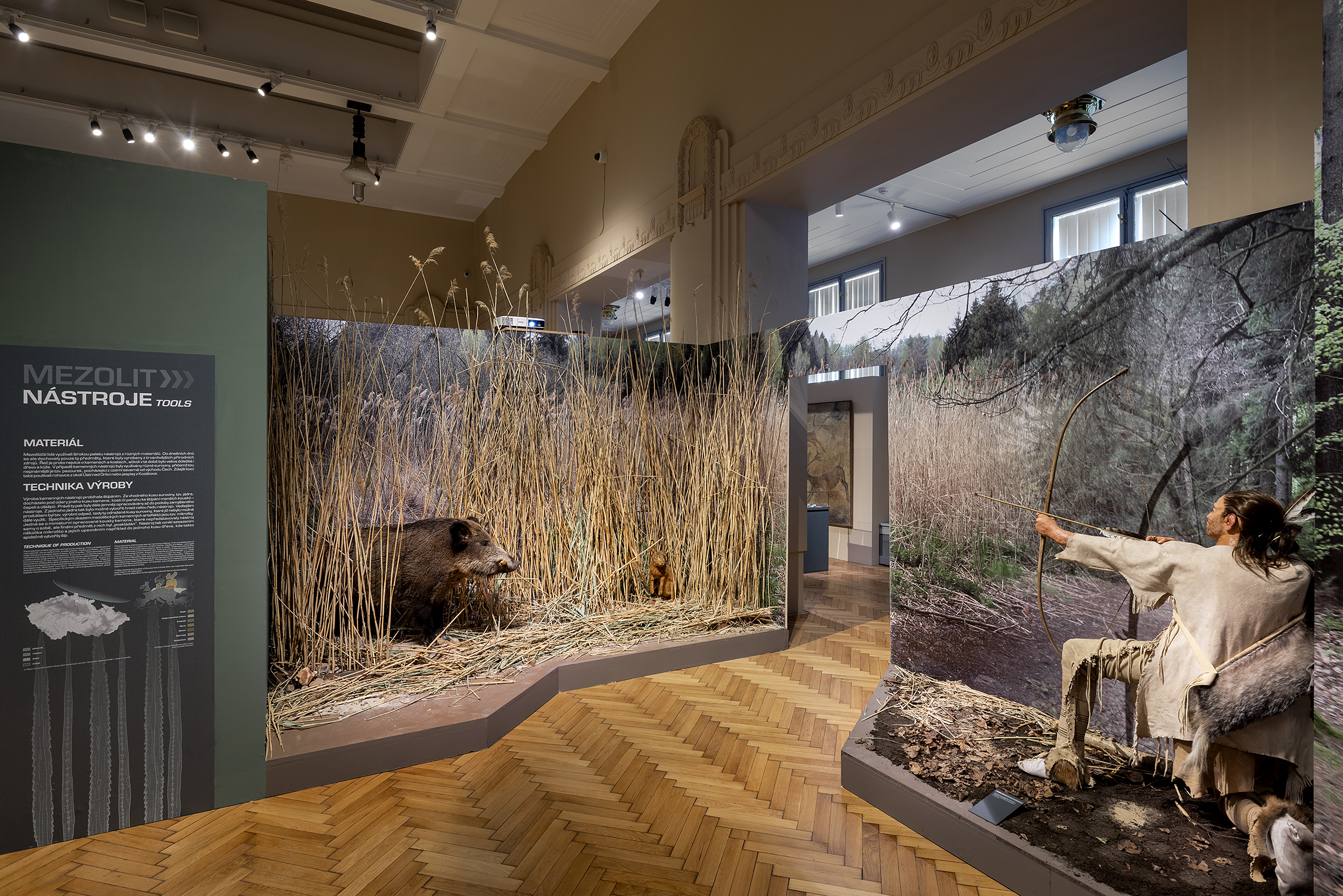
Druhá ze čtyř částí výstavy
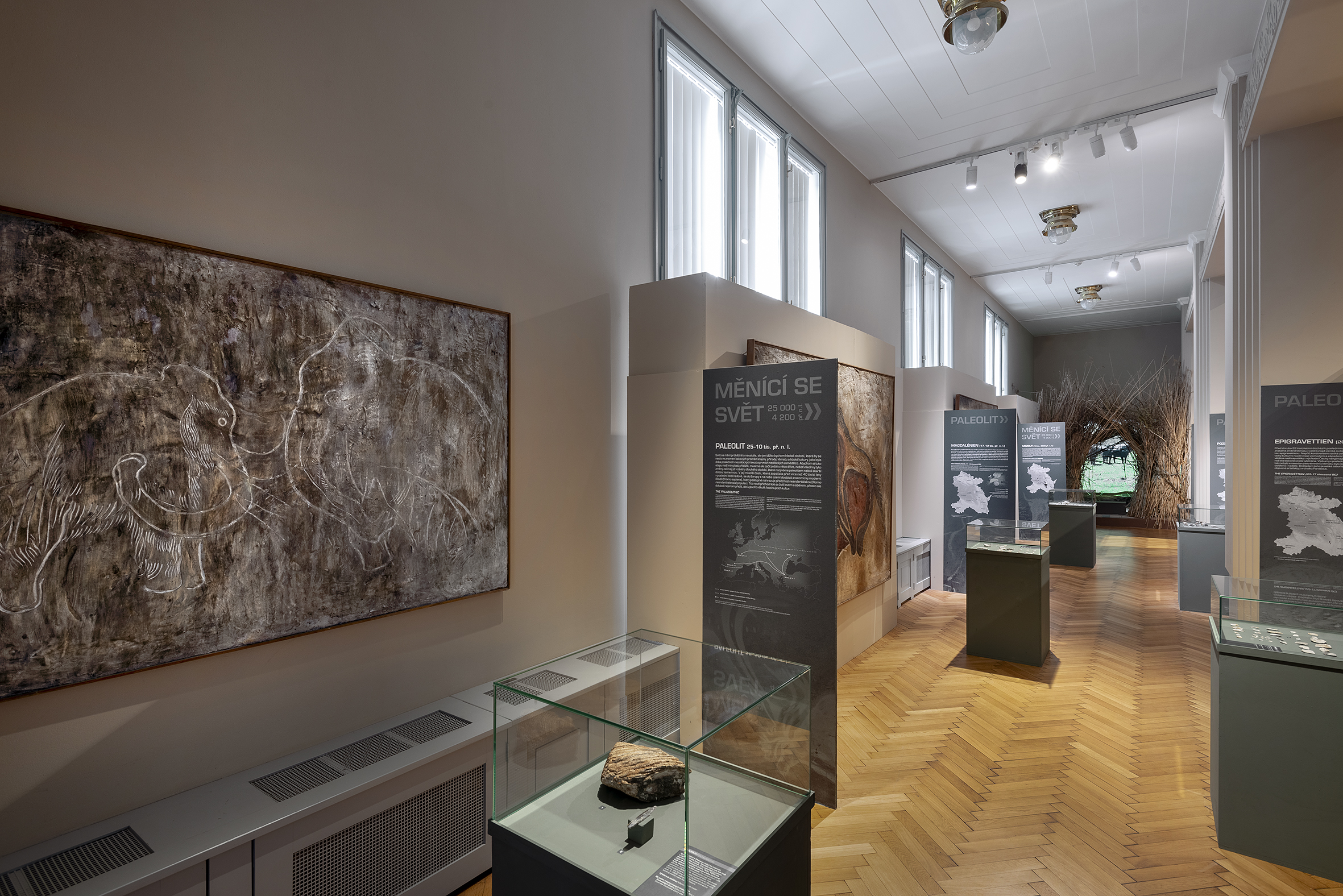
Úvodní část výstavy
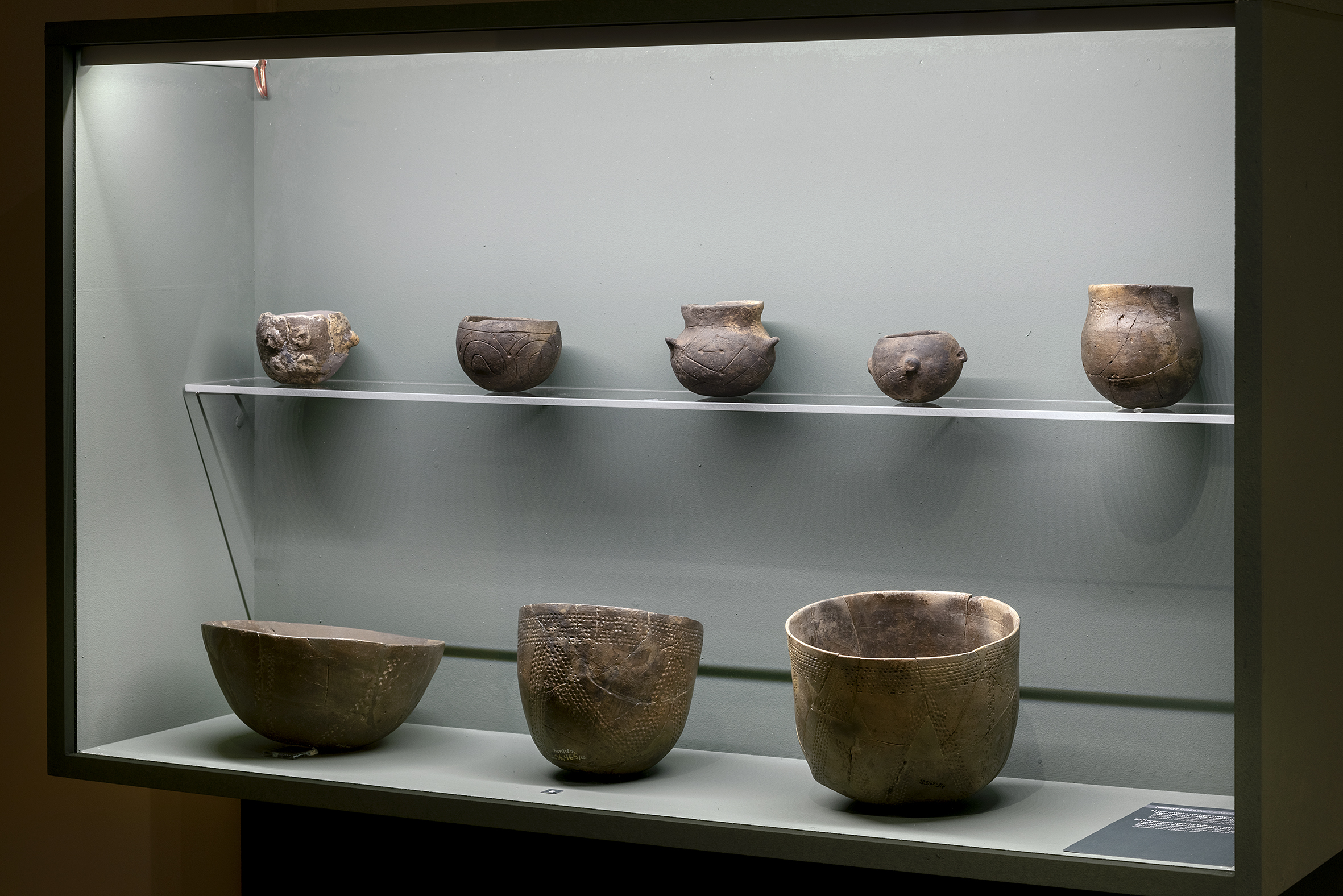
Vitrína s neolitickými keramickými nádobami
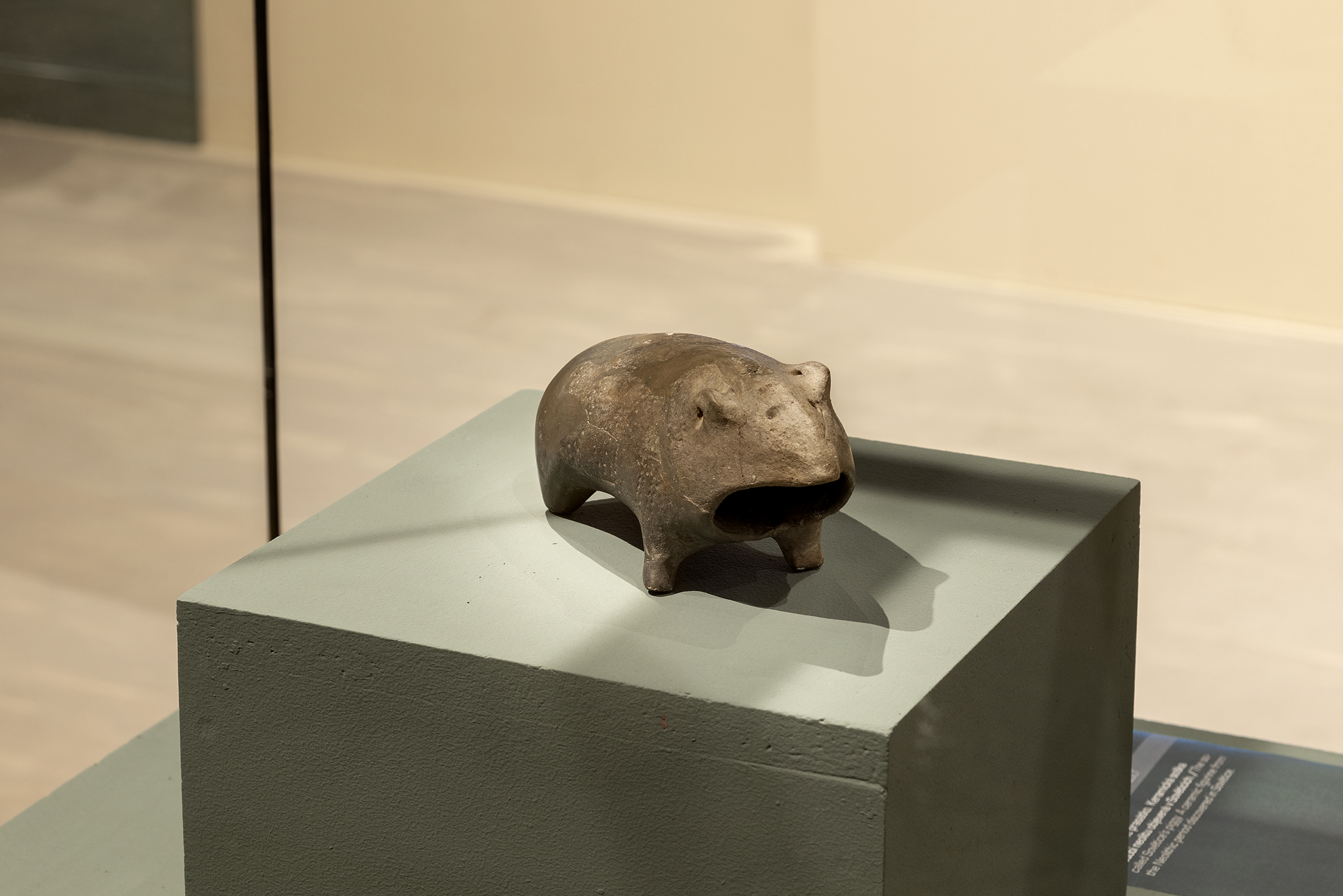
Sovětínské prasátko